# Штерс, Аманда
Аманда Штерс (англ. Amanda Sthers; родилась 18 апреля 1978 года в Париже, Франция) — французская писательница, кинорежиссёр, сценарист.

## Биография
Аманда Штрес (родилась 18 апреля 1978 года) - известная французская писательница, драматург, сценарист и кинорежиссер . Штерс - автор десяти романов, которые были переведены более чем на 14 языков. За работу в области литературы Аманда Штерс награждена орденом "Орденом искусств и литературы" французского правительства.

## Карьера
В 2009 году Аманда Штерс снимает первый фильм по собственному сценарию "Я разминусь с тобой" (фр. Je vais te manquer ). В 2015 году Аманда Штерс пишет роман "Les Terres Saintes / Holy Lands" , затем сценарий по нему и приступает к съёмкам фильма "Святая Земля" (фр. Les Terres Saintes / англ. Holy Lands). Съемки проходили зимой 2017 года в Израиле . В этом же году фильм выходит на широкие экраны. 14 сентября 2017 года состоялась премьера ещё одного фильма Аманды Штерс "Мадам" (фр. Madame). Ироничная комедия получает хорошие отзывы кинокритиков.

## Личная жизнь
21 сентября 2004 Аманда Штерс вышла замуж за певца и актера Патрика Брюэль. У супругов есть двое общих детей, Оскар и Леон. Супруги расстались в 2007 году. В 2017 году Аманда Штерс переехала с детьми в Лос-Анджелес, штат Калифорния, США, где основала кинопроизводственную компанию.

## Фильмография
| Год  | Название            | Оригинальное название | Примечания |
| 2009 | Я разминусь с тобой | Je vais te manquer    |            |
| 2017 | Святая Земля        | Holy Lands            |            |
| 2017 | Мадам               | Madame                |            |